# Meister der Brüsseler Initialen
Als Meister der Brüsseler Initialen (it. Maestro delle Iniziali di Bruxelles) wird ein mittelalterlicher Buchmaler bezeichnet, der von ungefähr 1390 bis 1415  tätig war. Der namentlich nicht bekannte Künstler erhält seinen Notnamen von fünfzehn Initialen, die er zu einem Stundenbuch beigetragen hat; dieses Buch mit 276 Seiten findet sich heute in der Königlichen Bibliothek von Belgien in Brüssel.  Es wird vermutet, dass das Stundenbuch im Auftrag von Jean de Valois, duc de Berry erstellt wurde und identisch mit einem 1402 in den Inventarlisten des Grafen enthaltenen Werk ist.
Der Meister der Brüsseler Initialen war wohl hauptsächlich in Bologna in Italien tätig und eventuell auch dort in Italien geboren. Jedoch kommen einige der ihm zugeschriebenen Werke aus dem Raum um Paris in Frankreich, wo er sich vermutlich von  1400 bis 1408 aufhielt. Auch wenn nicht genau nachweisbar so gilt der Meister doch als einer der Maler, die neue Motive und kräftigere Farbwahl aus Italien nach Paris brachten und die von ihm geschaffenen Bordüren mit oft typischen Akanthusblättern der traditionellen Buchmalerei dort neue Impulse gaben. Es ist aber auch erkennbar, dass der Meister selber die oft elegante und feine Malweise seiner französischen Kollegen übernahm und so ein Austausch stattfand, als der Meister nach Bologna oder auch nach Padua zurückkehrte.
Die Bilder des Brüsseler Stundenbuches sollen von dem zwischen 1384 und 1410 nachweisbaren französischen Miniaturisten  Jacquemart de Hesdin stammen.